# Alaska Air Group
Alaska Air Group es un holding de aerolíneas con sede en SeaTac, Washington, Estados Unidos.
El grupo es propietario de dos aerolíneas, Alaska Airlines, su aerolínea principal, y Horizon Air, una aerolínea regional. Alaska Airlines, a su vez, es única propietaria de una empresa de asistencia en tierra para aviones, McGee Air Services.

## Historia
Alaska Air Group se formó en 1985 como una sociedad de cartera de Alaska Airlines, y un año después adquirió Horizon Air y Jet America Airlines. Jet America Airlines se fusionó con Alaska Airlines en 1987.
En 2011, Alaska Air Group reemplazó a AMR Corporation en el Dow Jones Transportation Average luego de que AMR se declarara en quiebra.
El 29 de marzo de 2016, Alaska Airlines anunció que formaría una subsidiaria de propiedad absoluta llamada McGee Air Services, una empresa dedicada a los servicios de aerolíneas. McGee compite con otras compañías para brindar servicios de asistencia en tierra, limpieza de aeronaves a Alaska Airlines entre otras.
El 4 de abril de 2016, Alaska Air Group anunció planes para adquirir Virgin America, pendiente de la aprobación de los reguladores del gobierno de EE. UU. Y los accionistas de Virgin America la adquisición se completó el 14 de diciembre de 2016. El precio total fue de aproximadamente 2,6 mil millones de dólares. Hasta 2018, Alaska Air Group continuó operando Alaska Airlines y Virgin America como aerolíneas separadas y continuó honrando tanto el Mileage Plan de Alaska como los programas de lealtad Elevate de Virgin America. [10] Tras la adquisición de Virgin America, el número real de empleados de Alaska Air Group había aumentado de 15 143 a fines de 2015 a 19 112 (12 224 en Alaska Airlines, 3616 en Horizon Air y 3252 en Virgin America) a fines de 2016. 
El 22 de marzo de 2017, la compañía anunció que Alaska Air Group fusionaría Virgin America y Alaska Airlines, con la aerolínea combinada para operar bajo la marca Alaska Airlines. La fusión se completó en gran parte el 25 de abril de 2018 y la marca Virgin America se retiró por completo el 2 de junio de 2019.

## Sede
La sede de Alaska Air Group se encuentra en 19300 International Boulevard, SeaTac, Washington, Estados Unidos.
El 3 de mayo de 2018, Alaska Airlines reveló planes para construir un edificio de 128,000 pies cuadrados cerca del aeropuerto Sea-Tac para proporcionar espacio de oficinas para su creciente fuerza laboral. El nuevo edificio estará al otro lado de la calle de la sede corporativa de Alaska y adyacente a su Centro de entrenamiento de vuelo. Se esperaba que la construcción estuviera terminada a principios de 2020.